# Matouš Tůma
Matouš Tůma (30 agosto 2001) è un pentatleta ceco.

## Biografia
Si è messo in mostra a livello giovanile laureandosi campione del mondo junior in staffetta con Filip Houška.
Ai mondiali di Alessandria d'Egitto 2022 ha ottenuto il bronzo in staffetta con Filip Houška.

## Palmarès
- Mondiali

Alessandria d'Egitto 2022: bronzo a in staffetta;